# Xuedian (köpinghuvudort i Kina, Shanxi Sheng, lat 35,47, long 111,20)
Xuedian är en köpinghuvudort i Kina. Den ligger i provinsen Shanxi, i den norra delen av landet, omkring 290 kilometer sydväst om provinshuvudstaden Taiyuan. Antalet invånare är 13 612. Befolkningen består av 6 425 kvinnor och 7 187 män. Barn under 15 år utgör 17,0 %, vuxna 15-64 år 74 %, och äldre över 65 år 8,0 %.
Runt Xuedian är det tätbefolkat, med 319 invånare per kvadratkilometer. Närmaste större samhälle är Nanjie, 10,9 km öster om Xuedian. Trakten runt Xuedian består till största delen av jordbruksmark.
Genomsnittlig årsnederbörd är 639 millimeter. Den regnigaste månaden är juli, med i genomsnitt 166 mm nederbörd, och den torraste är december, med 2 mm nederbörd.